# 20363 Комитов
 (20363) Комитов  (на английски: Komitov) е астероид от главния астероиден пояс.
Открит е в Станцията Андерсон-Меса LONEOS на 18 май 1998 г.
Носи името на астронома Борис Комитов, който работи в Института по Астрономия, към БАН.